# دایسوکه نانبا
دایسوکه نانبا (انگلیسی: Daisuke Nanba; ۷ نوامبر ۱۸۹۹ – ۱۵ نوامبر ۱۹۲۴) یک Daisuke Nanba (難 波 大 助، Nanba Daisuke، ۷ نوامبر ۱۸۹۹–۱۵ نوامبر، ۱۹۲۴) یک ژاپنی دانش آموز که سعی کرد شاهزاده هیروهیتو را در حادثه تورانومون در تاریخ ۲۷ دسامبر ۱۹۲۳ ترور کند.